# Palaiseau
Palaiseau  [palɛzo] je francouzské město v departementu Essonne v regionu Île-de-France. Ve městě sídlí elitní vysoká škola (grande école) – Institut polytechnique de Paris a rovněž firma Solems, která se specializuje na hi-tech technologie, především fotovoltaické články, křemíkové tenkostěnné moduly a světelná čidla.

## Poloha
Palaiseau leží na řece Yvette jižně od Paříže. Na severu sousedí s obcí Igny, na severovýchodě s Massy, na východě s obcí Champlan, na jihovýchodě a na jihu řeka Yvette odděluje od Villebon-sur-Yvette. Na jihozápadě se nachází obec Orsay, na západě Saclay a na severozápadě Vauhallan.

## Historie
Franský král Childebert I. zde nechal vybudovat malý hrad nazývaný latinsky palatolium, který dal místu název. Později zde žila královna Bathilda, manželka Chlodvíka II. se svým synem Chlotarem.
První písemná zmínka o místě se nachází v listině z 25. července 754, ve které Pipin III. Krátký daroval panství Palaiseau i s příslušenstvím klášteru Saint-Germain-des-Prés.
Kolem roku 1000 až do vlády Filipa II. Augusta bylo panství rozděleno mezi více majitelů. V roce 1262 majitel panství Palaiseau zemřel a Ludvík IX. dal jeho dceru Jeanne za manželku jistému Le Brunovi, který se stal vládcem panství. V této rodině bylo v majetku až do 15. století, kdy Jacques Le Brun zemřel bez potomků. Panství poté přešlo na jeho sestru Jeanne, manželku rytíře Guillauma II. de Harville. Ten v roce 1415 padl v bitvě u Azincourtu a protože jeho syn byl nezletilý, v roce 1417 získal panství Jan I. Burgundský. Po jeho zavraždění Palaiseau zkonfiskoval Jindřich V. Plantagenet a v roce 1430 je jako majitel zmiňován anglický panoš Thomas Burcho. V roce 1436 získal panství právoplatný majitel Guillaume III. de Harville a jeho rodina jej vlastnila až do 18. století.
V roce 1758 panství koupil král Ludvík XV. a v roce 1760 jej vyměnil s mademoiselle de Sens za panství Charollais. Majitelka zemřela v roce 1765 a panství přešlo na jejího nevlastního bratra prince Ludvíka V. Bourbon-Condé. Ten vlastnil panství i se zámkem až do Velké francouzské revoluce.
V roce 1870 byla v Palaiseau založena továrna na svítiplyn. Ve stejném roce se během prusko-francouzské války ve městě usídlilo 35 000 Prusů, kteří zde zůstali až do května 1871. Na obranu Paříže byla v roce 1879 vybudována poblíž Palaiseau pevnost.
V roce 1962 se Palaiseau stalo podprefekturou v bývalém departementu Seine-et-Oise a v roce 1968 podprefekturou v novém departementu Essonne. V roce 1976 byla do města přeložena z Paříže École Polytechnique.

## Pamětihodnosti
- Poterna bývalého hradu ze 13. století, dnes vstup do Lycée Saint-Eugène
- Kostel sv. Martina z Tours se zvonicí z 12. století a lodí z 15. století je zapsán na seznamu historických památek
- Paláce hôtel de Brière a hôtel de Condé ze 17. století dnes slouží jako muzeum historického regionu Hurepoix a turistická informační kancelář
- Radnice z 18. století
- Pevnost Palaiseau z roku 1879
- Zámky château d'Ardenay a château de la Saussaye z 19. století

## Osobnosti spojené s městem
- Childebert I. (497–558) měl v Palaiseau palác na místě pozdějšího zámku
- Svatý Wandrille (kolem 600–668) a svatá Bathilda (kolem 626–680) zde založili klášter, dnes již neexistující.
- Ludvík V. Josef Bourbon-Condé (1736–1818), poslední majitel bývalého zámku zbořeného roku 1802.
- Charles Maurice de Talleyrand-Périgord (1754–1838) koupil zdejší zámek, ale nikdy zde nebydlel.
- Pierre-Jean de Béranger (1780–1857) a Alexandre Dumas mladší (1824–1895) sem jezdili na rekreaci.
- George Sandová (1804–1876), spisovatelka zde žila.
- Henri Poincaré (1854–1912), matematik zde žil.
- Albert Fert (1938), nositel Nobelovy ceny za fyziku je od roku 1995 ředitelem laboratoří CNRS v Palaiseau.
- Thierry Henry (1977), fotbalista zde působil.

## Partnerská města
- Unna, Německo